# 원정 (전한)
원정(元鼎)은 중국 전한(前漢) 무제(武帝)의 다섯 번째 연호이다. 기원전 116년에서 기원전 111년까지 6년 동안 사용하였다. 기원전 113년 보정(寶鼎)이 발견된 것을 계기로 연호를 제정하기로 하였으며 이와 함께 이전의 연대에 대해서도 연호를 소급하여 제정하여 연호제가 처음 시작되었다.

## 연대대조표
| 원정 | 서력(西曆)                           | 간지(干支) |
| 원년 | 기원전 117년 10월 ~ 기원전 116년 9월 | 을축(乙丑) |
| 2년  | 기원전 116년 10월 ~ 기원전 115년 9월 | 병인(丙寅) |
| 3년  | 기원전 115년 10월 ~ 기원전 114년 9월 | 정묘(丁卯) |
| 4년  | 기원전 114년 10월 ~ 기원전 113년 9월 | 무진(戊辰) |
| 5년  | 기원전 113년 10월 ~ 기원전 112년 9월 | 기사(己巳) |
| 6년  | 기원전 112년 10월 ~ 기원전 111년 9월 | 경오(庚午) |

## 같이 보기
- 중국의 연호

| 이전 연호 원수(元狩) | 중국의 연호 전한(前漢) | 다음 연호 원봉(元封) |